# ノーンヤイ郡
座標: 北緯13度9分24秒 東経101度22分0秒 / 北緯13.15667度 東経101.36667度
ノーンヤイ郡（ノーンヤイぐん）はタイ中部・チョンブリー県にある郡（アムプー）である。

## 名称
ノーンヤイとは「大きな沼」と言う意味である。

## 歴史
元々、この地域はタムボン・クローンプルーと呼ばれパナットニコム郡に属していたが、1875年にバーンブン郡に編入された。その後、1960年、プラチュワップ・シリウォーラワートと呼ばれるタムボン長（カムナン）がこの地に入植し人口が増え、発展を見た。
1975年12月1日、バーンブン郡からタムボン・ノーンヤイ、タムボン・クローンプルー、タムボン・ノーンスアチャーンが分離し、ノーンヤイ分郡（キンアムプー）を形成した。1981年7月13日に郡（アムプー）へ昇格した。

## 地理
市街地は平地にあり、東西南北を山に囲まれている。市内の主な水源はノーンヤイ池、ワンヤイ川、アーンケーオ川などである。
交通は北東から南西に国道3245号線が延びており北に、サナームチャイケート方面、南西にプルワックデーン方面に延びている。国道334号線が西北から東南に延びており、西北にチョンブリー方面、東南にクレーン方面に延びている。

## 経済
郡内の主な産業は農業である。サトウキビ、パラゴムノキ、タピオカ、アブラヤシ、マンゴーなどが生産されている。

## 行政区分
郡は5のタムボンに分かれ、さらにその下位に24の村（ムーバーン）がある。自治体（テーサバーン）があり以下のようになっている。
- テーサバーンタムボン・ノーンヤイ・・・タムボン・ノーンヤイ全体

また、郡内には4のタムボン行政体（オンカーンボーリハーンスワンタムボン）がある。
1. タムボン・ノーンヤイ・・・ตำบลหนองใหญ่
2. タムボン・クローンプルー・・・ตำบลคลองพลู
3. タムボン・ノーンスアチャーン・・・ตำบลหนองเสือช้าง
4. タムボン・ハーンスーン・・・ตำบลห้างสูง
5. タムボン・カオソック・・・ตำบลเขาซก